# San Benedetto (Gualdo Tadino)

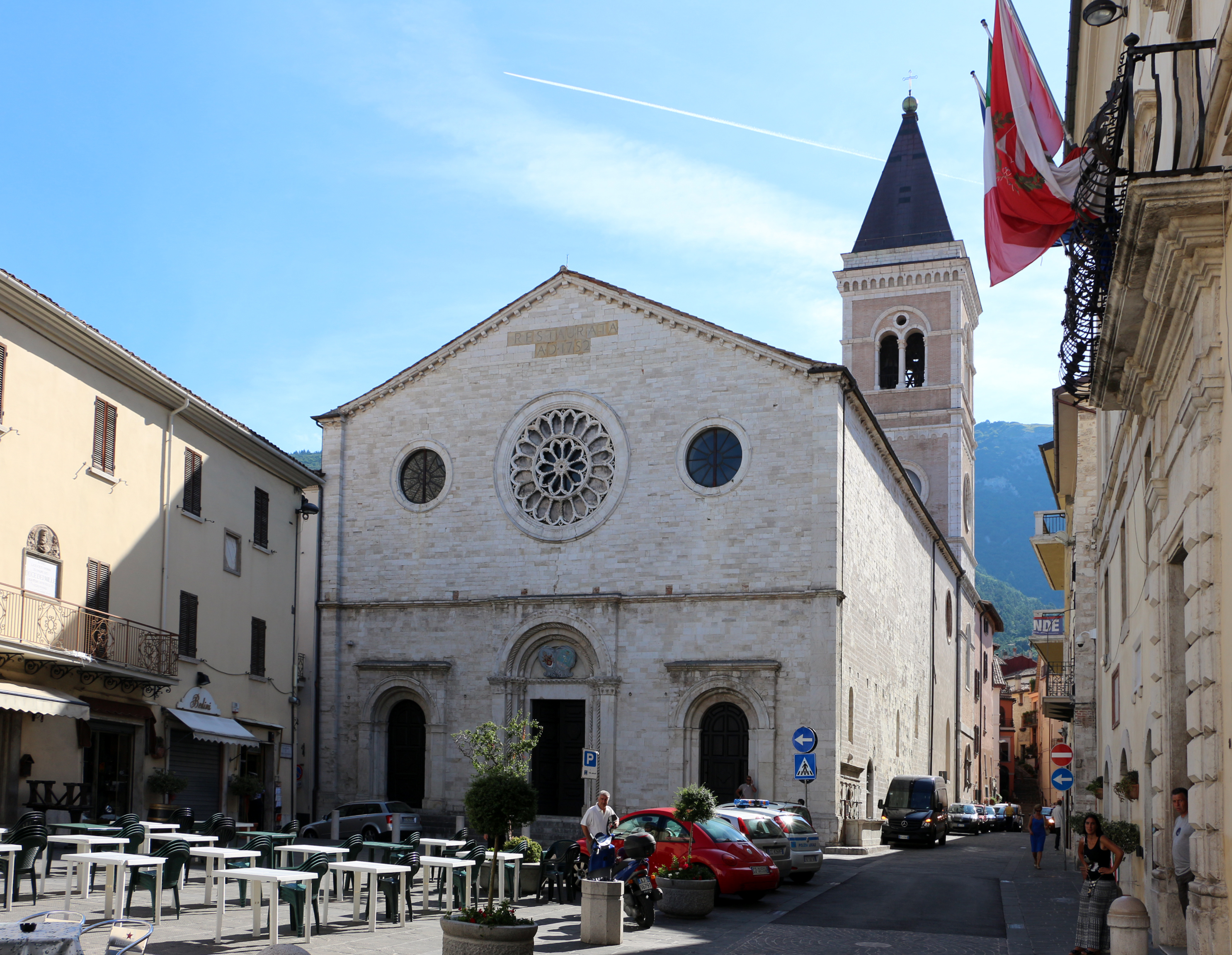
San Benedetto

San Benedetto ist eine römisch-katholische Kirche im Zentrum von Gualdo Tadino in der italienischen Region Umbrien. Die Konkathedrale des Bistums Assisi-Nocera Umbra-Gualdo Tadino trägt den Titel einer Basilica minor und ist Benedikt von Nursia gewidmet. Der Dom von Gualdo Taldino wurde für die Benediktinerabtei im 13. Jahrhundert innerhalb der Stadt errichtet, die heutige Kirche stammt aus dem 19. Jahrhundert. Im Jahr 1915 wurde die Stiftskirche von Papst Benedikt XV. zur Kathedrale honoris causa erklärt, in Erinnerung an die alte Diözese Tadinum. Im Januar 1980 wurde sie von Papst Johannes Paul II. in den Rang einer Basilika minor erhoben.

## Geschichte
Die heutige Kathedrale von Gualdo Tadino wird auch San Benedetto nuovo (Neu-St. Benedikt) genannt, um sie von der Kirche San Benedetto vecchio (Alt-St. Benedikt) zu unterscheiden, die ab 1006 von den Benediktinern außerhalb der Stadtmauern errichtet wurde. Wegen der Unsicherheit des Ortes verlegten die Mönche das Kloster 1256 in die Stadt, wie auf einer außen eingemauerten Tafel an der linken Seite des Gebäudes zu lesen ist. Die neue Abtei und die angrenzende Kirche wurden im romanischen und gotischen Stil erbaut, erfuhren aber in den folgenden Jahrhunderten, vor allem im 18. und 19. Jahrhundert, weitere Umbauten: Das Innere wurde im 19. Jahrhundert vom Architekten Virginio Vespignani im Stil der Neorenaissance komplett umgebaut und der größte Teil der malerischen Dekoration stammt aus dem Jahr 1924, er ist das Werk von Ulisse Ribustini. Die großen Spenden des Stifters Monsignore Roberto Calai waren entscheidend für den Wiederaufbau der Basilika. Als Virginio Vespignani starb, wurden die Arbeiten von seinem Sohn Francesco und von dem Architekten Costantino Sneider fortgesetzt, wie eine Tafel am Eingang des Glockenturms erinnert.

## Beschreibung

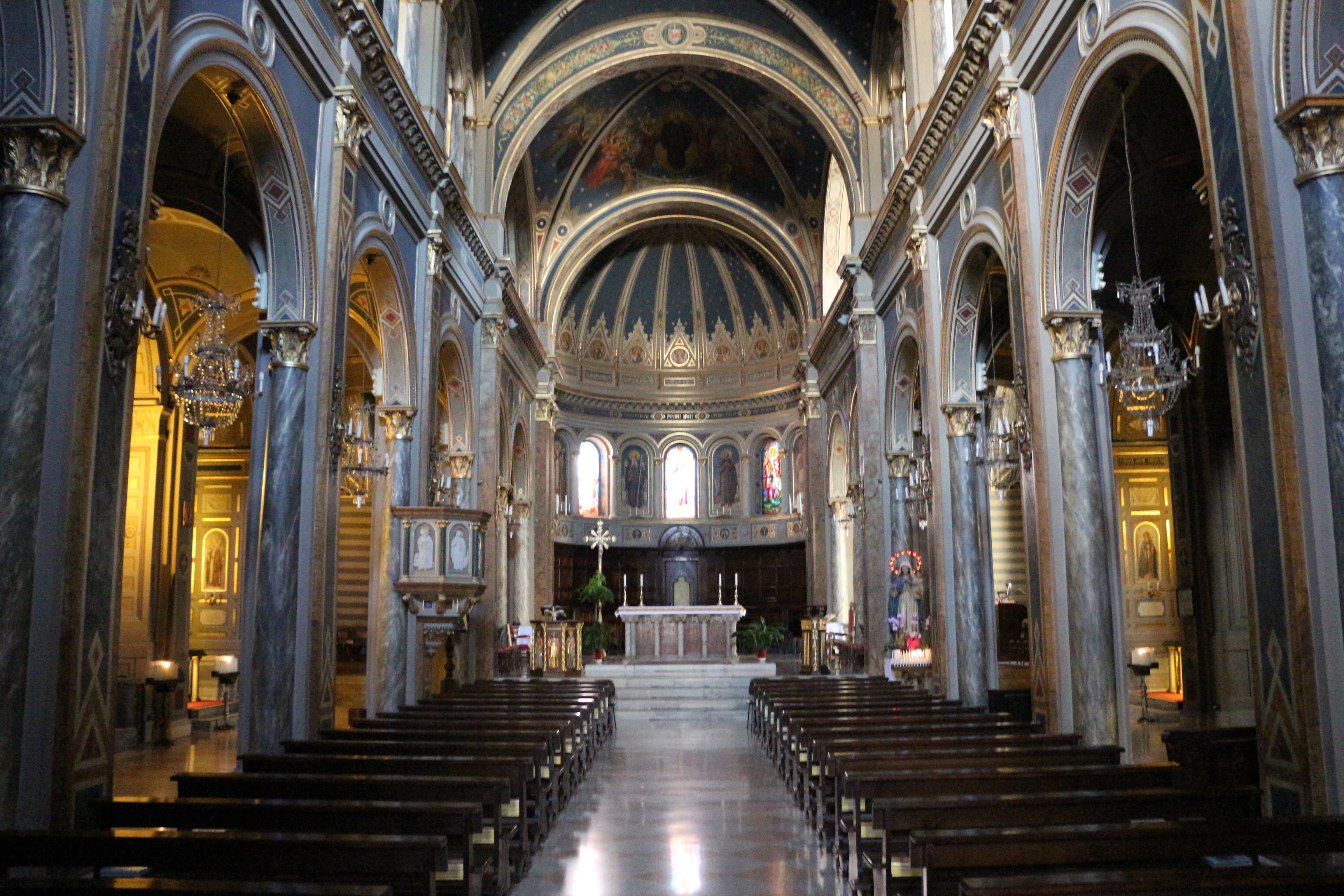
Innenraum

Die Fassade der Kathedrale wird durch ein Gesims in zwei Teile geteilt. Unten befinden sich drei Portale. Das mittlere ist von Salomonischen Säulen und Kapitellen umrahmt. Oben befindet sich zwischen zwei Oculi eine romanische Fensterrose, der künstlerische Stolz der Stadt. Diese architektonischen Elemente sind alles, was von dem alten romanischen Gebäude erhalten geblieben ist. Der Glockenturm wurde 1914 errichtet, da der vorherige abgerissen wurde, weil er aufgrund eines Erdbebens Ende des 18. Jahrhunderts instabil war. Auf der rechten Seite der Kathedrale befindet sich ein Renaissance-Brunnen, der Antonio da Sangallo dem Älteren zugeschrieben wird.
Das Innere der dreischiffigen Emporenhalle ist mit einem Kreuzgewölbe überdacht. Der Chor schließt mit einer halbrunden Apsis, unter ihm befindet sich die Krypta aus dem 19. Jahrhundert. Von beträchtlichem künstlerischem Wert ist der Hochaltar, der 1965 mit Elementen aus dem 14. Jahrhundert wiederaufgebaut wurde: In ihm ragen die Basreliefs heraus, die Episoden aus dem Leben des hl. Benedikt darstellen. Eine der Seitenkapellen ist dem Schutzpatron der Stadt, dem sel. Einsiedler Angelo, gewidmet, dessen Gebeine in einer Urne aus Bronze und Silber ruhen.